# لوبياء خضراء
لوبياء خضراء (الاسم العلمي:Vigna virescens) هو نوع من النباتات يتبع جنس اللوبياء من الفصيلة البقولية.